# You're Gonna Love Again
You're Gonna Love Again è un singolo del duo di DJ australiane Nervo, pubblicato nel 2012 ed estratto dall'album Collateral.
Il brano è stato scritto da Tim Bergling (Avicii).

## Tracce
- Download digitale

1. You're Gonna Love Again (radio edit) – 3:21